# Eine Kopenhagener Liebesgeschichte
Eine Kopenhagener Liebesgeschichte (Originaltitel: Sult, deutsch: Hunger) ist ein dänisches Filmdrama aus dem Jahr 2025 um Kinderwunsch und Patchworkfamilien.

## Handlung
Die Schriftstellerin Mia, kinderlose Mittdreißigerin mit Bindungsschwierigkeiten, verliebt sich in den alleinerziehenden Vater Emil. Das Verlangen nach einem gemeinsamen Kind belastet die anfangs harmonische Beziehung. Über die Fruchtbarkeitsbehandlung und ihre eigenen Gefühlswirrungen schreibt Mia ein Buch. 

## Produktion und Veröffentlichung
Regie führten Ditte Hansen und Louise Mieritz. Der Film beruht auf einem Roman von Tine Høeg.
In Deutschland wurde der Film im Februar 2025 auf Netflix veröffentlicht.